# Sendeleistung

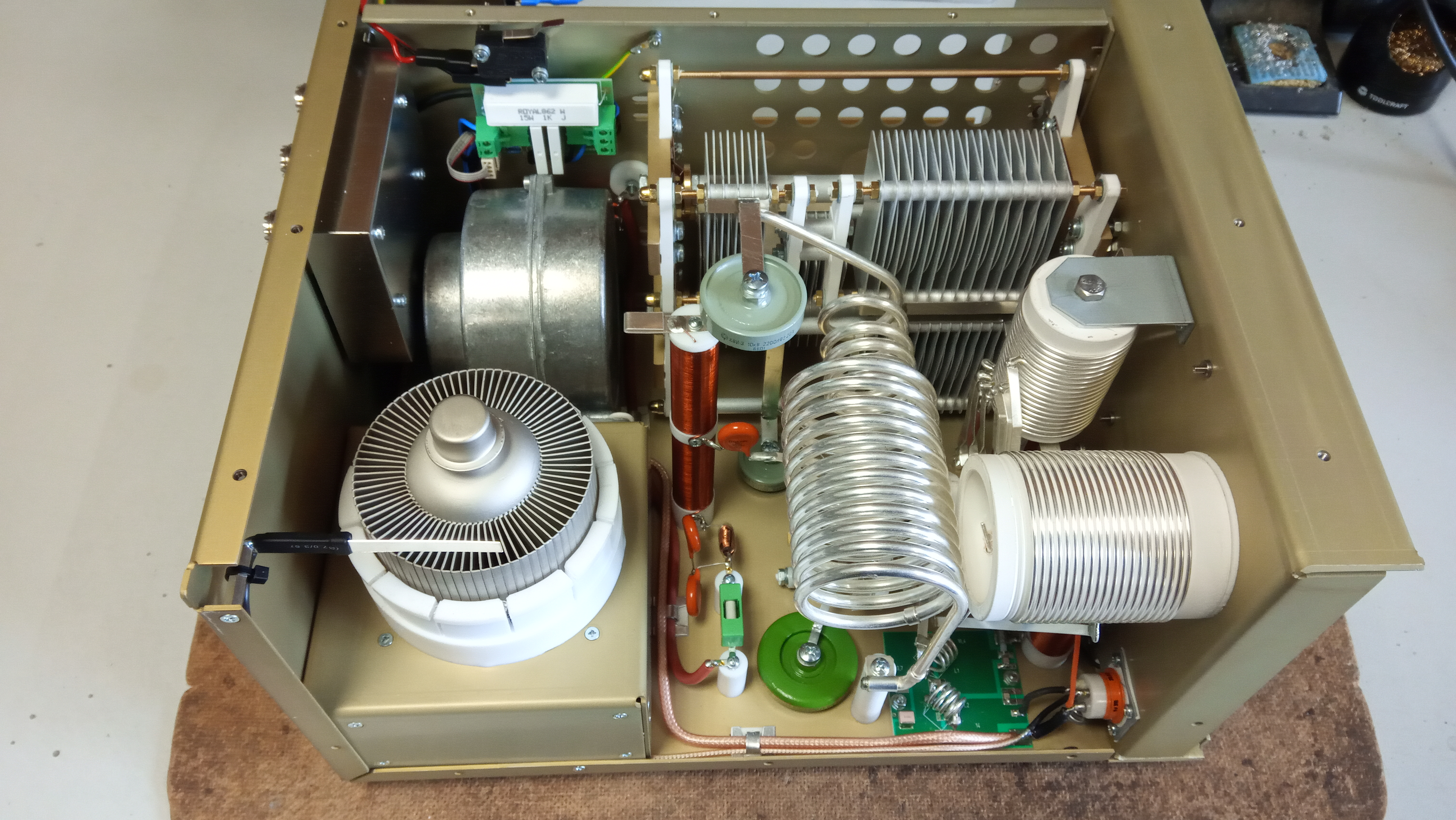
Der (hier geöffnete) OM2000+ Endverstärker für den Kurzwellenbereich hat eine maximale Sendeleistung von 2000 Watt

Die Sendeleistung ist die elektrische Leistung eines Senders, die in eine Antenne abgegeben werden kann, oder die abgegebene Elektromagnetische Strahlungsleistung in Watt bzw. dBm. Die beiden Definitionen unterscheiden sich durch den systembedingten Wirkungsgrad der Antenne.

## Definition
Für die Sendeleistung gibt es keine einheitliche Definition. Sie wird definiert als die
- Leistung, die die Sendeeinrichtung aufnimmt (Sendereingangsleistung),
- Ausgangsleistung der Endstufe (Senderausgangsleistung), in der Regel als Hüllkurvenspitzenleistung (PEP),[1] oder Trägerleistung.
- abgestrahlte Leistung (Strahlungsleistung) gemessen in einer bestimmten Richtung (meist in Richtung des größten Antennengewinns) relativ zu einer Bezugsantenne[1] in Form von ERP, EIRP oder EMRP.

Zudem gilt im Zusammenhang mit der Zulassung einer Funkstelle bzw. Zuteilung einer Funkfrequenz oder eines Frequenzkanals durch die Frequenzverwaltung die gemäß Vollzugsordnung für den Funkdienst (VO Funk) der Internationalen Fernmeldeunion verfügte Definitionen für Leistung.
Messtechnisch ergibt sich die Sendeleistung eines bandbegrenzten Signals als Integral der spektralen Leistungsdichte oder aus dem RMS-Wert.

## Typische Sendeausgangsleistungen
| Standard                         | max. Leistung |
| -------------------------------- | --- |
| Short Range Devices 433 MHz      | 10 mW |
| WLAN 2,4 GHz/Bluetooth           | 100 mW |
| LTE Handy                        | 200 mW |
| UMTS TDD                         | 125–250 mW |
| DECT                             | 250 mW |
| WLAN 5 GHz                       | 200 mW Kanäle 36-64 1 W ab Kanal 100 |
| GSM 1800 Mobiltelefon            | 1 W |
| GSM 900 Mobiltelefon             | 2 W |
| CB-Funk in Deutschland           | 4 W ERP (bei AM und FM) sowie 12 W PEP (bei Einseitenbandmodulation) |
| GSM 1800 Basisstation            | bis 600 W ERP je Kanal (Sendeeingangsleistung 10–20 W je Kanal, beim Mobilfunk liegen die Sende-Leistungen einen Faktor 20–30 höher als die Eingangsleistungen. Pro Antennen sind bis 4 Kanäle möglich)                                         |
| GSM 900 Basisstation             | bis 600 W ERP je Kanal (Sendeeingangsleistung 10–20 W je Kanal, beim Mobilfunk liegen die Sende-Leistungen einen Faktor 20–30 höher als die Eingangsleistungen. Pro Antennen sind bis 4 Kanäle möglich)                                         |
| UMTS- und LTE-Basisstationen     | bis 7.300 W (7,3 kW) ERP pro Antennensektor (Senderausgangsleistung bis 160 W pro Sektor) |
| Amateurfunkdienst                | - 750 W in Deutschland - 1 kW in der Schweiz und Österreich (in AT ist nur eine Clubstation berechtigt, eine Lizenz der Leistungsstufe D 1000 Watt zu beantragen, ansonsten max. 400 Watt oder nach Vorgabe des Bandplanes) - 1,5 kW in den USA |
| UKW-, VHF und UHF-Rundfunksender | 100 kW |
| Langwellensender                 | 1 MW = 106 W |
| Impulsradar                      | 100 MW |
| EMP-Waffen                       | 1 TW = 1012 W |

Für die Sendeleistung von Mobiltelefonen siehe auch: SAR-Wert.